# Єошуа Куглер
Єошу́а Ку́глер (Jehoshua Kugler; 1 лютого 1916, Чортків — 24 жовтня 2007, Тель-Авів) — ізраїльський ентомолог та викладач, який народився і до повноліття жив в Україні. Автор ґрунтовних досліджень мух-тахін, перетинчастокрилих та численних публікацій. Професор Тель-Авівського університету.

## Життєпис
Єошуа Куглер народився у 1916 році у галицькому місті Чорткові (нині — місто на Тернопільщині. Невдовзі він переїхав до Буковини, котра була частиною Румунії. Відтоді його дитячі та юнацькі роки проходили у Чернівцях. У 1934 році він емігрував до Палестини і став студентом Єврейського університету в Єрусалимі. Після чотирирічного навчання здобув ступінь магістра з зоології з додатковими спеціальностями «ботаніка» та «геологія». Його магістерська праця містила дослідження ос та близьких до них груп перетинчастокрилих Єрусалима. Науковим керівником був знаний ізраїльський ентомолог Ф. С. Боденхаймер. Працю було відзначено нагородою Наукового товариства Тель-Авіва.
1939 року він одержав сертифікат викладача і став викладати зоологію: спочатку у вищій агрошколі (1939—1947), а згодом — у педагогічному коледжі (1947—1960). Паралельно він з 1954 року навчав зоології у новоствореному Тель-Авівському університеті. Одночасно із викладацькою діяльністю Є. Куглер досліджував мух-тахін Ізраїлю (під керівництвом ентомолога О. Теодора). Результатами праці стали дисертація, захищена у Єрусалимському університеті, і докторський ступінь. Його подальші успіхи пов'язані з цим навчальним закладом: 1962 — старший викладач (senior lector), 1969 — асоційований професор, 1979 — «повний професор» (full professor).
У 1988 році професор Куглер став пенсіонером, але лишався активним викладачем і науковцем. Помер 4 жовтня 2007 року.

## Наукова діяльність
Наукові інтереси Є. Куглера зосередилися переважно на таксономії та фауністиці двокрилих і перетинчастокрилих комах. Саме до перших належать тахіни, з яких почалася його кар'єра ентомолога. До його досліджень у фауні Ізраїлю біло відомо лише 30 видів цих комах. Вченому вдалося збільшити цей перелік удесятеро. При цьому він описав 25 видів і дев'ять родів як нові для науки. Значну увагу приділяв також вивченню комарам-дзвінцям, мухам, рінофорідам. Серед перетинчастокрилих основну увагу вченого привертали жалкі перетинчастокрилі, зокрема гуртосімейні комахи — оси та мурашки. Вагомим є його внесок у вивчення паразитичних комах, гербіфагів.
Вчений полюбляв працювати не лише в лабораторії та з колекційними фондами. Він охоче брав участь у наукових екскурсіях та експедиціях. Найбільш важливими стали експедиції до Синайського півострова (1969) та Африки (1971—1972).

## Викладацька та громадська діяльність
Неабиякий педагогічний досвід дозволяв Є. Куглеру вести різноманітні навчальні курси. В університеті на відділенні зоології він викладав вступ до зоології безхребетних, загальну та фауністичну ентомологію, вступ до таксономії, численні спеціальні ентомологічні курси: «Гуртосімейні комахи», «Двокрилі», «Водні комахи» тощо. Крім того, він навчав методики викладання зоології у вищій школі. Понад 10 років він очолював відділ магістратури в університетському департаменті зоології. Крім того, він очолював факультетську аспірантуру (1973—1976), працював заступником декана (1973).
Вчений виявив неабияку організаторську та громадську активність. Він:
- очолював Ізраїльське зоологічне товариство (1970—1972);
- входив до комітету «Фауна Палестини» Академії наук Ізраїлю (1971—2007);
- був директором ізраїльської «Національної колекції комах» (1984—1988);
- співпрацював з журналом «Fauna Germanica» як член його Міжнародного консультаційного комітету (1974—1984).

## Наукові праці
У творчому доробку Є. Куглера — півсотні наукових публікацій. Серед них особливе місце посів том «Комахи» — один з 12-томного видання «Енциклопедія рослин і тварин Землі Ізраїлевої» (1989). Він присвятив цій праці десять років життя, ставши редактором, укладачем і автором майже половини усіх статей. Досконале володіння декількома європейськими мовами допомогло йому друкуватися англійською, німецькою та французькою. Навчання в Єврейському університеті він починав не знаючи івриту, не без труднощів, але цілком оволодів ним і в наступні роки публікував численні замітки і статті (в тому числі, у згаданій «Енциклопедії») саме цією мовою.

### Статті
| - Kugler, J. 1961. Orgya dubia Tausch. and its parasites in Israel. Bulletin of the Research Council of Israel 10B (1–2): 62–72. | - Kugler, J., Orion, T. and Ishay, J. 1976. The number of ovarioles in the Vespinae (Hymenoptera). Insectes Sociaux 23: 525—533. - Kugler, J. and Ionescu, A. 2007. Anochetus bytinskii, a new ant species from Israel (Hymenoptera: Formicidae). Israel Journal of Entomology 37: 000—000. |

## Цікаві факти

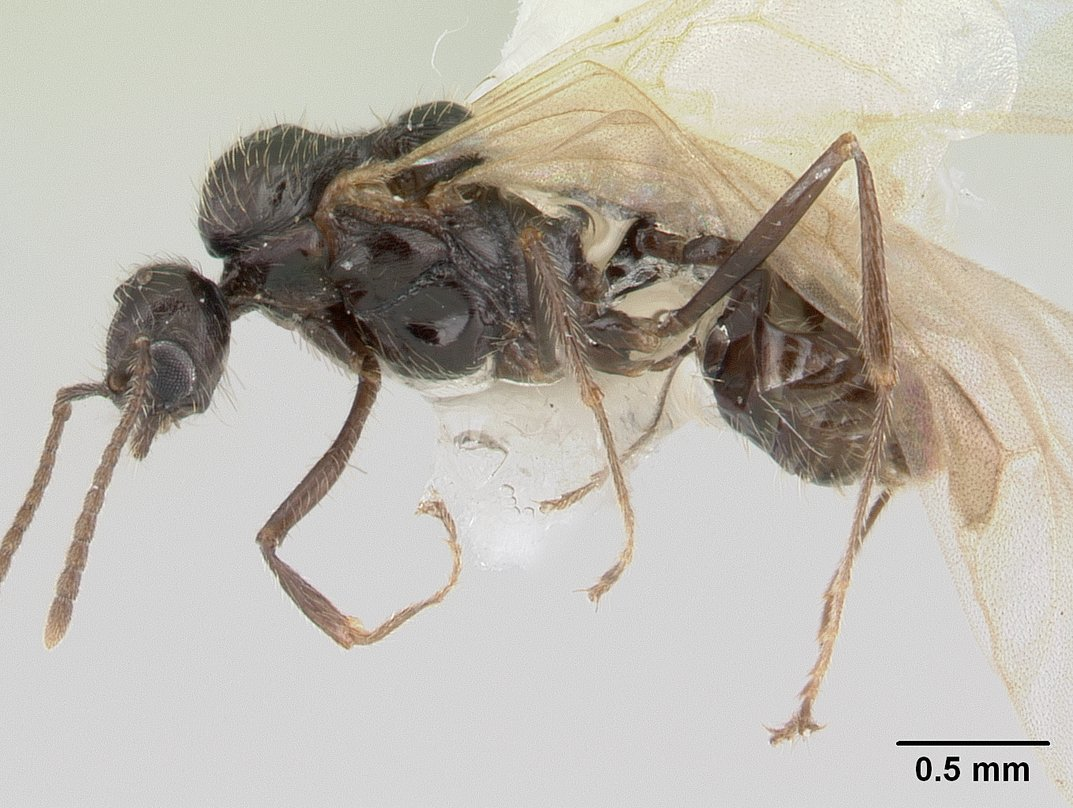
На честь Є. Куглера названо цілу низку комах. Зокрема ім'я його увічнив у назві нового для науки виду мурашок — Goniomma kugleri — іспанський ентомолог Ксав'є Еспадалер. Цю мураху ви бачите на фото

- У 2009 році київські зоологи О. Г. Радченко та Є. Е. Перковський описали новий для науки вид мурашок з рівненського бурштину. Вони назвали комаху на честь ізраїльського ентомолога — Monomorium kugleri[3].